# Anastasia Dețiuc
Anastasia Dețiuc (* 14. prosince 1998 Moldavsko) je česká profesionální tenistka, která do února 2018 reprezentovala rodné Moldavsko. Ve své dosavadní kariéře na okruhu WTA Tour vyhrála jeden turnaj ve čtyřhře. V sérii WTA 125 vybojovala dvě deblové trofeje. V rámci okruhu ITF získala tři tituly ve dvouhře a devatenáct ve čtyřhře.
Na žebříčku WTA byla ve dvouhře nejvýše klasifikována v únoru 2020 na 352. místě a ve čtyřhře v září 2023 na 72. místě. Trénuje ji Zdeněk Kubík.
V moldavském fedcupovém týmu debutovala v roce 2014 tallinnským základním blokem III. skupiny zóny Evropy a Afriky proti Kypru, v němž vyhrála dvouhru a s Julií Helbetovou i čtyřhru. Moldavanky zvítězily 3:0 na zápasy. V soutěži nastoupila do jediného ročníku a odehrála tři mezistátní utkání s bilancí 2–1 ve dvouhře a 1–0 ve čtyřhře.
Od dětství žije v Česku, domovským oddílem se v roce 2009 stal I. ČLTK Praha.

## Tenisová kariéra
Tenis začala hrát v sedmi letech. V juniorském tenise si zahrála 3. kolo US Open 2015. Stala se tak první moldavskou tenistkou, která vyhrála zápas v hlavní grandslamové soutěži, čímž navázala na držitele mužského primátu, krajana Radua Albota. Po výhrách nad Američankou Hurricane Tyrou Blackovou a Britkou Lumsdenovou ji v newyorské dvouhře zastavila Běloruska Iryna Šymanovičová. V následném vydání klasifikace ze září 2015 se poprvé posunula do elitní padesátky juniorského kombinovaného žebříčku ITF, což znamenalo nejvyšší postavení moldavské juniorky v historii. Kariérního maxima dosáhla během ledna 2016, kdy figurovala na 22. příčce.
V rámci okruhu ITF debutovala v září 2014, když do dvouhry pražského turnaje, dotovaného 10 tisíci dolary, postoupila z kvalifikace přes Sofju Žukovou. V úvodním kole uhrála je dva gamy na českou kvalifikantku Natálii Novotnou. Premiérový titul v této úrovni tenisu vybojovala během září 2017 v Praze, na turnaji s rozpočtem 15 tisíc dolarů. Ve finále čtyřhry s Johanou Markovou zdolaly ukrajinsko-německý pár Nadija Kolbová a Natalie Pröseová. Obě pak společně postoupily do čtvrtfinále deblové soutěže rekordně dotovaného TK Sparta Prague Open 2020 v sérii WTA 125, v němž nestačily na Švýcarku Leonii Küngovou s Egypťankou Majar Šarífovou.
Na okruhu WTA Tour debutovala červencovou čtyřhrou Hungarian Grand Prix 2021 v Budapešti, do níž nastoupila s Ruskou Aminou Anšbovou. V semifinále je vyřadila španělsko-německá dvojice Aliona Bolsovová a Tamara Korpatschová. Druhé semifinálové účasti dosáhla o rok později, v deblové soutěži červencového Palermo Ladies Open 2022. Před utkáním však musela z turnaje odstoupit pro zranění ramene její polské spoluhráčky Pauly Kaniaové-Choduńové.
První trofej na túře WTA vybojovala ve čtyřhře antukového Parma Ladies Open 2022, kde s krajankou Miriam Kolodziejovou ve finále zdolaly nizozemsko-slovinský pár Arantxa Rusová a Tamara Zidanšeková až ziskem rozhodujícího supertiebreaku s minimálním rozdílem dvou míčů. Na grandslamu debutovala ve čtyřhře French Open 2023, do níž s Venezuelankou Andreou Gámizovou nastoupily jako náhradnice. V úvodním kole podlehly Američankám Parksové a Stearnsové.

## Finále na okruhu WTA Tour

### Čtyřhra: 2 (1–1)
| Legenda            |
| ------------------ |
| Grand Slam (0)     |
| Turnaj mistryň (0) |
| WTA 1000 (0)       |
| WTA 500 (0)        |
| WTA 250 (1–1)      |

| Stav       | č. | datum             | turnaj              | povrch | spoluhráčka         | soupeřky ve finále                | výsledek         |
| ---------- | -- | ----------------- | ------------------- | ------ | ------------------- | --------------------------------- | ---------------- |
| Vítězka    | 1. | 1. října 2022     | Parma, Itálie       | antuka | Miriam Kolodziejová | Arantxa Rusová Tamara Zidanšeková | 1–6, 6–3, [10–8] |
| Finalistka | 1. | 30. července 2023 | Lausanne, Švýcarsko | antuka | Amina Anšbová       | Anna Bondárová Diane Parryová     | 2–6, 1–6         |

## Finále série WTA 125

### Čtyřhra: 5 (2–3)
| Legenda       |
| ------------- |
| WTA 125 (2–3) |

| Stav       | č. | datum         | turnaj                 | povrch | spoluhráčka           | soupeřky ve finále                       | výsledek              |
| ---------- | -- | ------------- | ---------------------- | ------ | --------------------- | ---------------------------------------- | --------------------- |
| Finalistka | 1. | červenec 2023 | Contrexéville, Francie | antuka | Amina Anšbová         | Cristina Bucșová Aljona Fominová-Klocová | 6–4, 3–6, [7–10]      |
| Vítězka    | 1. | květen 2024   | Saint-Malo, Francie    | antuka | Amina Anšbová         | Carole Monnetová Estelle Cascinová       | 7–6(9–7), 2–6, [10–5] |
| Vítězka    | 2. | březen 2025   | Antalya, Turecko       | antuka | Maja Chwalińská       | Jesika Malečková Miriam Škoch            | 4–6, 6–3, [10–2]      |
| Finalistka | 2. | březen 2025   | Antalya, Turecko       | antuka | Maja Chwalińská       | Simona Waltertová María Lourdes Carléová | 6–3, 5–7, [3–10]      |
| Finalistka | 3. | duben 2025    | Oeiras, Portugalsko    | antuka | Patricia Maria Țigová | Francisca Jorgeová Matilde Jorgeová      | 1–6, 2–6              |

## Tituly na okruhu ITF
| Turnaje okruhu ITF         | Turnaje okruhu ITF            |
| -------------------------- | ----------------------------- |
| Turnaje W100 (100 000 $)   | Turnaje W80 (80 000 $)        |
| Turnaje W75/W60 (60 000 $) | Turnaje W50/W40 (50/40 000 $) |
| Turnaje W35/W25 (25 000 $) | Turnaje W15/W10 (15/10 000 $) |

### Dvouhra (3 tituly)
| Č. | datum       | turnaj               | kategorie | povrch    | poražená finalistka | výsledek           |
| -- | ----------- | -------------------- | --------- | --------- | ------------------- | ------------------ |
| 1. | únor 2018   | Trnava, Slovensko    | 15 000    | tvrdý (h) | Sofja Lansereová    | 5–7, 6–0, 6–3      |
| 2. | březen 2018 | Heráklion, Řecko     | 15 000    | antuka    | Anna Bondárová      | 6–3, 6–2           |
| 3. | březen 2019 | Šarm aš-Šajch, Egypt | W15       | tvrdý     | Šalimar Talbiová    | 2–6, 7–6(7–5), 6–1 |

### Čtyřhra (19 titulů)
| Č.  | datum         | turnaj                         | kategorie | povrch | spoluhráčka            | poražené finalistky                           | výsledek              |
| --- | ------------- | ------------------------------ | --------- | ------ | ---------------------- | --------------------------------------------- | --------------------- |
| 1.  | září 2017     | Praha, Česko                   | 15 000    | antuka | Johana Marková         | Nadija Kolbová Natalie Pröseová               | 6–2, 6–2              |
| 2.  | únor 2019     | Šarm aš-Šajch, Egypt           | W15       | tvrdý  | Oona Orpanová          | Mariana Dražićová Malene Helgøová             | 6–0, 6–4              |
| 3.  | červenec 2019 | Versmold, Německo              | W60       | antuka | Amina Anšbová          | Ankita Rainová Bibiane Schoofsová             | 0–6, 6–3, [10–8]      |
| 4.  | červenec 2019 | Olomouc, Česko                 | W25       | antuka | Johana Marková         | Jesika Malečková Chantal Škamlová             | 6–3, 4–6, [11–9]      |
| 5.  | červenec 2019 | Moskva, Rusko                  | W25       | antuka | Amina Anšbová          | Ilona Kremenová Jekatěrina Makarovová         | 6–2, 6–4              |
| 6.  | září 2019     | Praha, Česko                   | W25       | antuka | Johana Marková         | Jekatěrina Kazionovová Anastasija Komardinová | 6–1, 6–3              |
| 7.  | září 2019     | Podgorica, Černá Hora          | W25       | antuka | Amina Anšbová          | Anastasia Kulikovová Jevgenija Levašovová     | 2–6, 6–3, [10–7]      |
| 8.  | říjen 2019    | Pula, Itálie                   | W25       | antuka | Amina Anšbová          | Ylena In-Albonová Giorgia Marchettiová        | 7–5, 6–1              |
| 9.  | září 2020     | Praha, Česko                   | W25       | antuka | Johana Marková         | Sofia Sewingová Katie Volynetsová             | 6–2, 6–1              |
| 10. | září 2020     | Frýdek-Místek, Česko           | W25       | antuka | Johana Marková         | Miriam Kolodziejová Jesika Malečková          | 6–1, 6–4              |
| 11. | květen 2021   | Heráklion, Řecko               | W15       | antuka | Lexie Stevensová       | Darja Astachovová Elena-Teodora Cadarová      | 6–1, 4–6, [10–6]      |
| 12. | červen 2021   | Klosters, Švýcarsko            | W25       | antuka | Amina Anšbová          | Jenny Dürstová Weronika Falkowská             | 3–6, 6–1, [10–3]      |
| 13. | leden 2022    | Manacor, Španělsko             | W25       | tvrdý  | Jana Sizikovová        | Quirine Lemoineová Bibiane Schoofsová         | 6–2, 6–3              |
| 14. | duben 2022    | Chiasso, Švýcarsko             | W60       | antuka | Miriam Kolodziejová    | Aliona Bolsovová Oxana Selechmetěvová         | 6–3, 1–6, [10–8]      |
| 15. | duben 2022    | Záhřeb, Chorvatsko             | W60       | antuka | Katarina Zavacká       | Lina Gjorčeská Irina Chromačovová             | 6–4, 6–7(5–7), [11–9] |
| 16. | srpen 2022    | Přerov, Česko                  | W60       | antuka | Miriam Kolodziejová    | Funa Kozakiová Misaki Macudová                | 7–6(7–4), 4–6, [10–5] |
| 17. | květen 2023   | Trnava, Slovensko              | W100      | antuka | Amina Anšbová          | Estelle Cascinová Suzan Lamensová             | 6–3, 4–6, [10–4]      |
| 18. | červen 2024   | Staré Splavy, Česko            | W75       | antuka | Maja Chwalińská        | Feng Šuo Sapfo Sakellaridiová                 | 6–3, 2–6, [10–6]      |
| 19. | prosinec 2024 | Dubaj, Spojené arabské emiráty | W100      | tvrdý  | Anastasija Tichonovová | Isabelle Haverlagová Jelena Pridankina        | 6–3, 6–7(7), [10–8]   |